# Vlag van Barneveld

Vlag van de gemeente Barneveld

De vlag van Barneveld is sinds 12 februari 1965 de gemeentelijke vlag van de Gelderse gemeente Barneveld. De vlag bestaat kan als volgt worden beschreven:
Twee banen van gelijke hoogte in geel en blauw met op het midden van de gele baan drie rode zuilen, geplaatst twee en een.
De vlag is ontworpen door de Hoge Raad van Adel en is gebaseerd op het gemeentewapen. De tekening bij het raadsbesluit geeft aan dat de zuilen 1/6 van de vlaghoogte zijn, en dat de afstand tussen de twee naast elkaar geplaatste zuilen ook 1/6 van de vlaghoogte is.
De kleuren van de vlag zijn afgeleid van het gemeentewapen; de drie zuilen zijn afkomstig van het kleine schildje op het wapen. Het ontwerp was van de Hoge Raad van Adel.

## Verwante afbeeldingen

Wapen van Barneveld

Aalten ·
Apeldoorn ·
Arnhem ·
Barneveld ·
Berg en Dal ·
Berkelland ·
Beuningen ·
Bronckhorst ·
Brummen ·
Buren ·
Culemborg ·
Doesburg ·
Doetinchem ·
Druten ·
Duiven ·
Ede ·
Elburg ·
Epe ·
Ermelo ·
Harderwijk ·
Hattem ·
Heerde ·
Heumen ·
Lingewaard ·
Lochem ·
Maasdriel ·
Montferland ·
Neder-Betuwe ·
Nijkerk ·
Nijmegen ·
Nunspeet ·
Oldebroek ·
Oost Gelre ·
Oude IJsselstreek ·
Overbetuwe ·
Putten ·
Renkum ·
Rheden ·
Rozendaal ·
Scherpenzeel ·
Tiel ·
Voorst ·
Wageningen ·
West Betuwe ·
West Maas en Waal ·
Westervoort ·
Wijchen ·
Winterswijk ·
Zaltbommel ·
Zevenaar ·
Zutphen